# Leptodactylus rhodomerus
Leptodactylus rhodomerus es una especie de anfibio de la familia Leptodactylidae.

## Distribución
L. rhodomerus puede ser hallada en Colombia en los departamentos de Chocó, Valle del Cauca, Cauca y Nariño, en la cordillera occidental. En Ecuador se puede hallar en las provincias de Esmeraldas, Carchi, Imbabura y Pichincha.

## Descripción
Los machos miden de 112 a 144 mm y las hembras llegan a alcanzar de 133 a 158 mm.

## Etimología
Su nombre proviene del griego antiguo  ῥόδον, rhodon, «rosa», y μηρός, méros, «muslo».